# Valiris
Valiris és un indret del terme municipal de Gavet de la Conca, a l'antic terme de Sant Salvador de Toló, al Pallars Jussà, en territori de Sant Salvador de Toló.
És situat a ponent del poble de Sant Salvador de Toló, a migdia de la carretera, abans del punt quilomètric 1 de la carretera L-912. És al nord de Presquiró, a la dreta del barranc de la Rovira.
Té la partida de Condreu al seu costat nord-oest.